# Maśluchy
Maśluchy este o arie protejată (sit de importanță comunitară — SCI) din Polonia întinsă pe o suprafață de 91,57 ha, integral pe uscat.

## Localizare
Centrul sitului Maśluchy este situat la coordonatele 51°27′16″N 22°58′15″E / 51.4544°N 22.9709°E.

## Înființare
Situl Maśluchy a fost declarat sit de importanță comunitară în octombrie 2009 pentru a proteja un număr necunoscut de specii din flora spontană și fauna sălbatică aflate în arealul zonei.

## Biodiversitate
Situată în ecoregiunea continentală, aria protejată conține 1 habitat natural: Formațiuni ierboase bogate în specii de Nardus, dezvoltate pe substraturi silicioase în zone montane (și în zone submontane, în Europa continentală).
La baza desemnării sitului se află un număr nedeclarat de specii protejate.